# 武昌駅
武昌駅（ぶしょうえき）は中華人民共和国湖北省武漢市武昌区中山路東側643号に位置する中国国鉄武漢鉄路局が管轄する鉄道駅。

## 所属路線
- 中国国鉄
  - 京広線：北京駅起点より1231km、広州駅終点まで1069km
  - 武九線：本駅起点、武昌南線経由の場合は武昌南駅（操車場）まで京広線と共用、廬山駅終点まで277km。
  - 漢丹線：漢西駅まで京広線と共用、丹江駅終点まで437km

## 駅構造
- 単式ホーム1面、島式ホーム4面の地上駅である。12本の線路を持つ。東西両方に駅舎があり、西側が主な駅舎である[2]。

## 利用状況
本駅は京広線、武九線、漢丹線の旅客を扱う特等駅で、各種別を含め2010年5月現在、毎日180本の旅客列車が発着する。

## 歴史
- 1916年1月 - 現駅舎の南側に、通湘門駅として建設開始[4]。
- 1916年6月 - 駅舎竣工[4]。
- 1917年3月 - 粤漢線の武昌〜蒲圻間の開通に伴い営業開始[4]。
- 1936年9月 - 当時の武漢市内から近い位置に新駅着工[4]。
- 1936年12月 - 新駅竣工[5]。
- 1937年元旦 - 新駅が武昌総駅（武昌總站）として開業、あわせて通湘門駅は廃止された。武昌総駅は賓陽門に位置したことより賓陽門駅と称された。当時は7本の線路と3面のホームを有していた[5]。
- 1950年8月1日 - 武昌南駅に改名[4]。
- 1957年10月 - 武漢長江大橋（武漢長江大橋）の開通に伴い拡張した新駅（武昌新站）が建設された。別称は武昌旅客駅（武昌客站）[5]。
- 1968〜69年 - 駅西側に大型待合室を設置[5]。
- 1969年4月30日 - 新駅舎完成式典開催[4]。
- 1969年5月1日 - 新駅舎の供用開始[4]。
- 1969年9月16日 - 一等駅に昇格[4]。
- 1972年 - 3番目のホーム東側に着発線を増設[5]。
- 1975年7月1日 - 新余家湾駅が武昌南駅に改名される伴い、武昌駅へ改名[4]。
- 1981〜82年 - 第二次拡張工事を行い、着発線を2本増やして11本とした[5]。
- 1982〜83年 - 4本目のホームを増設し、地下通路を延長、既存ホームも含め鉄筋コンクリート製のホーム上屋を設置、優等待合室を拡張[5]。
- 2002年末 - 特等駅に昇格[1]。
- 2006年6月 - 拡張改良工事着工[6]。
- 2007年12月19日 - 新駅舎の一部の供用開始[7]。
- 2008年1月20日 - 総工費17億9000万元をかけた拡張改良工事が完成、新駅舎の全体供用開始[6][8]。
- 2013年12月28日 - 武漢地下鉄4号線の武昌火車站駅が開業。

## 隣の駅
中国国鉄
京広線
漢口駅 - 漢西駅 - 漢陽駅 - 武昌駅 - 余家湾駅
武九線
武昌駅 - 沙湖駅
漢丹線
武昌駅 - 漢陽駅 - 漢西駅 - 新墩駅